# Чемпіонат світу з хокею із шайбою (юніорки)
Чемпіонат світу з хокею із шайбою серед юніорських команд (жінки) (гравців не старше 18 років) — щорічне змагання, яке організовується Міжнародною федерацією хокею із шайбою з 2008 року. У чемпіонаті беруть участь команди з Північної Америки, Європи та Азії.
Чемпіонат серед жіночих команд проводиться за системою з поділом на 4 дивізіони — топ-дивізіон, а також дивізіони нижчого рівня перший, другий та третій (з 2025 року). У кожному дивізіоні проводиться самостійний турнір. Між дивізіонами відбувається щорічна ротація команд — найкращі команди переходять у вищий дивізіон, гірші вибувають у нижчий. Переможець турніру в топ-дивізіоні оголошується Чемпіоном світу.
Аналогічний турнір проводиться серед юніорів, хоча дівочому турніру надається значно менше ресурсів чи реклами. Також менше уваги турніру приділяють мас-медіа.

## Призери
| Рік  | Золото                                   | Срібло                                   | Бронза                                   | Міце проведення                |
| ---- | ---------------------------------------- | ---------------------------------------- | ---------------------------------------- | ------------------------------ |
| 2008 | США (1)                                  | Канада                                   | Чехія                                    | Калгарі, Канада                |
| 2009 | США (2)                                  | Канада                                   | Швеція                                   | Фюссен, Німеччина              |
| 2010 | Канада (1)                               | США                                      | Швеція                                   | Чикаго, США                    |
| 2011 | США (3)                                  | Канада                                   | Фінляндія                                | Стокгольм, Швеція              |
| 2012 | Канада (2)                               | США                                      | Швеція                                   | Злін / Пршеров, Чехія          |
| 2013 | Канада (3)                               | США                                      | Швеція                                   | Гейнола / Вієрумякі, Фінляндія |
| 2014 | Канада (4)                               | США                                      | Чехія                                    | Будапешт, Угорщина             |
| 2015 | США (4)                                  | Канада                                   | Росія                                    | Баффало, США                   |
| 2016 | США (5)                                  | Канада                                   | Швеція                                   | Сент-Кетерінс, Канада          |
| 2017 | США (6)                                  | Канада                                   | Росія                                    | Пршеров / Злін, Чехія          |
| 2018 | США (7)                                  | Швеція                                   | Канада                                   | Дмитров, Росія                 |
| 2019 | Канада (5)                               | США                                      | Фінляндія                                | Обіхіро, Японія                |
| 2020 | США (8)                                  | Канада                                   | Росія                                    | Братислава, Словаччина         |
| 2021 | Турнір скасовано через пандемію COVID-19 | Турнір скасовано через пандемію COVID-19 | Турнір скасовано через пандемію COVID-19 | Лінчепінг / М'єльбю, Швеція    |
| 2022 | Канада (6)                               | США                                      | Фінляндія                                | Медісон, / Міддлтон, США       |
| 2023 | Канада (7)                               | Швеція                                   | США                                      | Естерсунд, Швеція              |
| 2024 | США (9)                                  | Чехія                                    | Канада                                   | Цуг, Швейцарія                 |
| 2025 | Канада (8)                               | США                                      | Чехія                                    | Вантаа, Фінляндія              |

## Загальна кількість медалей
| № | Країна    | Золото | Срібло | Бронза | Всього |
| 1 | США       | 9      | 7      | 1      | 17     |
| 2 | Канада    | 8      | 7      | 2      | 17     |
| 3 | Швеція    | 0      | 2      | 5      | 7      |
| 4 | Чехія     | 0      | 1      | 3      | 4      |
| 5 | Росія     | 0      | 0      | 3      | 3      |
| 5 | Фінляндія | 0      | 0      | 3      | 3      |